# Labastide
Labastide é uma comuna francesa na região administrativa de Occitânia, no departamento dos Altos Pirenéus. Estende-se por uma área de 5,58 km². Em 2010 a comuna tinha 157 habitantes (densidade: 28,1 hab./km²).